# Stazione di Chiusa Val Gardena
La stazione di Chiusa Val Gardena (in tedesco Bahnhof Klausen Gröden) è stata una stazione ferroviaria della ex linea ferroviaria a scartamento ridotto Chiusa-Plan. Serviva il comune di Chiusa (BZ).

## Storia
La stazione era ubicata accanto al preesistente scalo servito dalla ferrovia del Brennero: di fatto le due stazioni condividevano il medesimo areale, costituendo un tutt'uno dal punto di vista infrastrutturale. Ciò facilitava l'interscambio tra gli utenti delle due linee di competenza
Entrata in servizio il 6 febbraio 1916 (giorno di apertura della ferrovia della Val Gardena), la stazione rimase attiva fino al 28 maggio 1960 (data in cui la linea venne dismessa.)
Per tutta la sua vita operativa essa costituì il capolinea occidentale della relazione ferroviaria di competenza.

## Strutture e impianti
La stazione era dotata di un fabbricato viaggiatori ligneo e di un deposito per le locomotive; il sedime constava di sei binari tronchi. Al terzo millennio dell'infrastruttura sopravvivono solo il deposito locomotive (in rovina e parzialmente demolito) e il viadotto elicoidale che consentiva ai treni di superare rapidamente il dislivello tra la valle Isarco e l'imboccatura della val Gardena. Il fabbricato viaggiatori è stato invece del tutto demolito, mentre il fascio binari è stato smantellato e riadattato a parcheggio per autoveicoli.

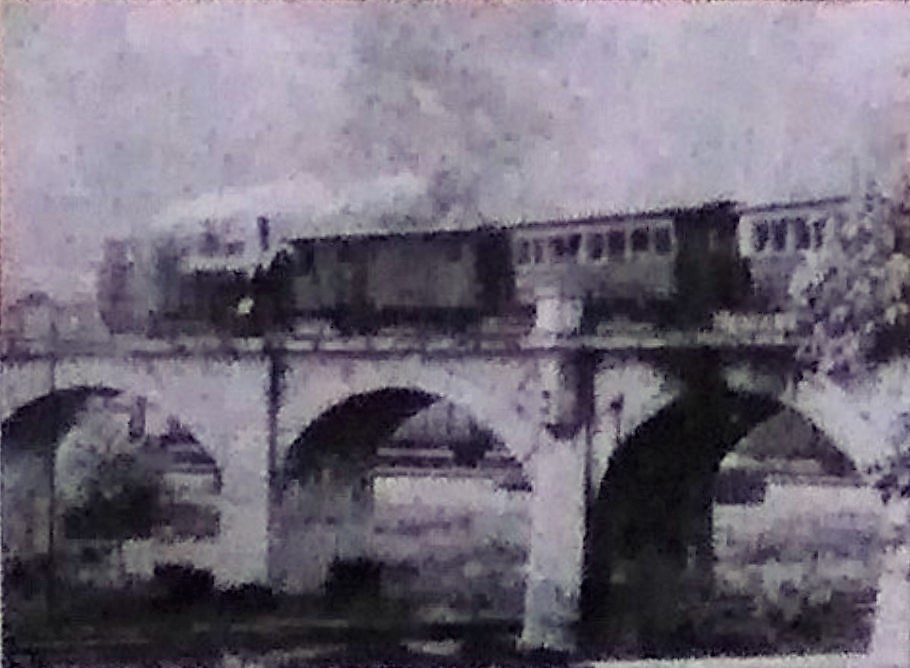
Un treno mentre risale il viadotto elicoidale
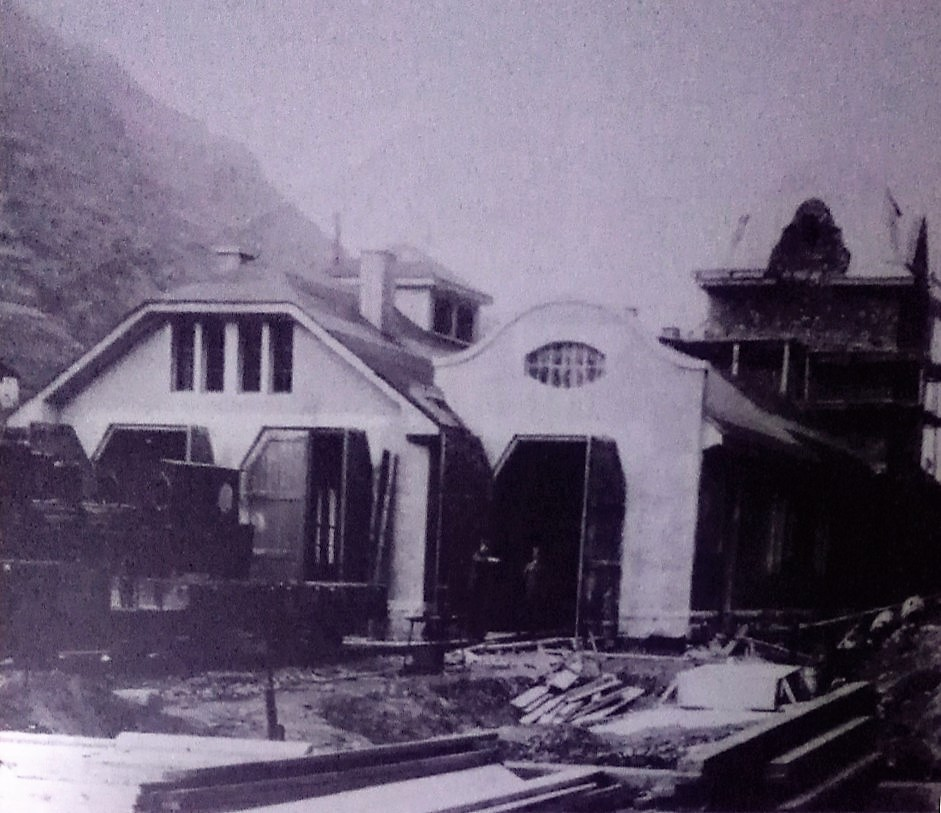
La rimessa delle locomotive in costruzione